# Knightsville
Knightsville est une ville américaine située dans le comté de Clay en Indiana.

## Traduction
- (en) Cet article est partiellement ou en totalité issu de l’article de Wikipédia en anglais intitulé « Knightsville, Indiana » (voir la liste des auteurs).